# Красная пыль
«Красная пыль» (англ. Red Dust) — мелодрама, снятая Виктором Флемингом в 1932 году. Экранизация одноименной пьесы 1928 года. Одна из шести картин, где в паре играют Кларк Гейбл и Джин Харлоу. Премьера фильма состоялась 22 октября 1932 года.

## Сюжет
История любовного треугольника между Деннисом Карсоном, владельцем каучуковой плантации в Индокитае, женой его работника Барбарой Уиллис и проституткой Вантин Джефферсон.

## Интересные факты
- Во время съемок фильма супруг Джин Харлоу, сценарист и режиссёр Пол Берн, покончил жизнь самоубийством.
- Первоначально на роль Карсона был заявлен Джон Гилберт.
- В 1953 году режиссёр Джон Форд снял ремейк фильма под названием «Могамбо», перенеся его действие в Африку. Главную роль вновь исполнял Гейбл, а его партнершами стали Ава Гарднер и Грейс Келли.

## В ролях
- Кларк Гейбл — Деннис Карсон
- Джин Харлоу — Вантин Джефферсон
- Джин Рэймонд — Гэри Уиллис
- Мэри Астор — Барбара Уиллис
- Дональд Крисп — Гвидон
- Талли Маршалл — МакКуарг, надзиратель